# René Souchon
Pour les articles homonymes, voir Souchon.
René Souchon, né le 12 mars 1943 au Malzieu-Ville (Lozère), est un homme politique français. Membre du Parti socialiste, il est président du conseil régional d'Auvergne de 2006 à 2015.

## Biographie

### Études et carrière professionnelle
Titulaire d'une licence de psychologie en 1965, de certificats d'études supérieures en histoire moderne et contemporaine et en géographie générale l'année suivante et d'un diplôme d'État de conseiller d'orientation scolaire et professionnelle, René Souchon est successivement conseiller d'orientation à partir de 1967, directeur du Centre d'information et d'orientation d'Aurillac en 1973, inspecteur de l'information et de l'orientation en 1977, inspecteur principal de l'enseignement technique en 1989 et enfin inspecteur général de l'agriculture en 1990.

### Carrière politique

#### Maire et député
Membre du Parti socialiste (PS) depuis 1971, René Souchon est maire d'Aurillac de 1977 à 1995. Il est élu député du Cantal lors d'une législative partielle en novembre 1980 à la suite de la démission d'Augustin Chauvet (RPR),. Il est réélu pour la VIIe législature en 1981 avant de laisser son siège deux ans plus tard pour rejoindre le gouvernement. Sous le 3e gouvernement de Pierre Mauroy puis celui de Laurent Fabius, il est secrétaire d’État auprès du ministre de l’Agriculture, chargé de l’agriculture et de la forêt. Le 4 avril 1985, après la démission de Michel Rocard, il devient ministre délégué chargé de l'Agriculture et de la Forêt. En 1986, il est élu député pour la VIIIe législature et conserve son mandat jusqu'à la dissolution de 1988.
Battu à l'élection municipale de juin 1995 par son ancien adjoint Yvon Bec, il retrouve son fauteuil de maire après l'élection de mars 2001.

#### Conseil régional
En mars 2004, après la victoire de la gauche lors des élections régionales, il devient premier vice-président du Conseil régional d'Auvergne chargé du développement et de l'aménagement du territoire et de la politique contractuelle.
À la suite du décès de Pierre-Joël Bonté, il assure l'intérim, avant d'être élu à la présidence du Conseil régional le 13 février 2006. Le cumul étant prohibé, il quitte ses fonctions de maire d'Aurillac et est remplacé par son premier adjoint, Alain Calmette.
Il se représente aux élections régionales de mars 2010. La liste qu'il mène est désavouée en interne par 56 % des militants socialistes du Puy-de-Dôme mais elle est finalement validée par les instances nationales du PS après quelques modifications dans sa composition.
Au premier tour des élections le 14 mars, la liste PS qu'il conduit en Auvergne réalise 28,02 % et arrive en deuxième position légèrement derrière la liste de l'UMP avec 28,72 %. Au second tour le 21 mars, sa liste fusionne avec celles du Front de gauche et d'Europe Écologie et remporte l'élection avec 59,68 % des suffrages devant l'UMP qui totalise 40,32 %. Le 26 mars, il est réélu président.
Le 8 avril 2015, René Souchon annonce son retrait de la vie politique à la fin de la même année et ne se présente pas aux élections régionales et soutient la candidature de Jean-Jack Queyranne à la présidence de la région Auvergne-Rhône-Alpes. Plutôt que son âge, il avance comme raison de son renoncement l'impossibilité de faire une union de la gauche solide. Selon lui, un cycle entamé en 1972, magnifié en 1981 avec l'élection de François Mitterrand, s'est éteint avec les élections départementales de 2015.

### Autres fonctions
Ancien membre du comité des chasses présidentielles, il exerce la présidence du conseil d’administration de l’Office national des forêts (ONF) entre 1991 et 1996.
Par ailleurs, il est président de la section des relations extérieures au Conseil économique et social de 1999 à 2004, membre du comité directeur de l'Association des maires de France de 2001 à 2006 et vice-président de la fédération des maires des villes moyennes, devenue depuis la Fédération des villes de France, entre 2004 et 2006.

## Détail des mandats et fonctions

### Au gouvernement
- 1983-1985 : secrétaire d'État à l'Agriculture et à la Forêt
- 1985-1986 : ministre délégué chargé de l'Agriculture et de la Forêt

### À l’Assemblée nationale
- 1980-1983 : député pour la première circonscription du Cantal
- 1986-1988 : député pour le département du Cantal

### Au niveau local
- 1976-1982 et 1985-1998 : conseiller général du Cantal, élu dans le Canton d'Aurillac-1
- 1977-1995 et 2001-2006 : maire d'Aurillac
- 1980-2015 : conseiller régional d'Auvergne, élu dans le Cantal
- 2001-2008 : vice-président, puis conseiller d'Aurillac Communauté
- 2004-2006 : premier vice-président du conseil régional d'Auvergne, chargé du développement et de l'aménagement du territoire de la politique contractuelle
- 2006-2015 : président du conseil régional d'Auvergne
- 2006-2008 : septième adjoint au maire d'Aurillac, chargé des finances
- Troisième vice-Président de l’Association des régions de France

### Fonctions politiques
- 1979-1993 : membre du comité directeur du PS
- 1986-1996 : délégué national du PS au développement rural